# Gray Line Seattle
Gray Line Seattle est une entreprise touristique, qui propose des visites de différentes régions autour de Seattle. Cette entreprise est spécialisée dans le transport en bus.
Gray Line Seattle appartient à Carnival corporation & plc, par le biais de sa filiale Holland America Line.